# بدلة إنكليزية وبقرة يهودية
بدلة إنكليزية وبقرة يهودية هي رواية للكاتبة الفلسطينية سعاد العامري نشرت عام 2023 عن دار منشورات المتوسط- إيطاليا، نشرت باللغة الإنجليزية وترجمتها الكاتبة هلا شروف إلى العربية، وتقع في 312 صفحة. الرواية مقتبسة من قصة حقيقية، وتدور أحداث الرواية في فلسطين وتحديداً في يافا عام 1947، ووضحت تفاصييل الحياة اليومية قبل النكبة.

## أحداث الرواية
تدور أحداث الرواية حول فتى فلسطيني يدعى صبحي، يبلغ من العمر خمسة عشر عاماً موهوب في الميكانيك. تمكن من إصلاح نظام الري في بيارات البرتقال التابعة للخواجة ميخائيل، الذي وعده ببدلة إنكليزية كجائزة له، تصبح هذه البدلة حلماً لصبحي ويأمل أن يرتديها في حفل زفافه من شمس الفتاة التي يحبها والتي تبلغ ثلاثة عشر عاماً. لكن يتحطم هذا الحلم بسبب الأحداث السياسية في فلسطين. يذهب صبحي لدفاع عن وطنه، بينما تجد شمس نفسها في مخيم للاجئين في اللد بعد النكبة الفلسطينية عام 1948 وتجد بقرة في مخيم اللجوء وتتنازل عن حبها للحيوانات من أجل تلبية إحتياجات اللاجئين، وبعد يومين إكتشفت أن البقرة يهودية.